# Pałac Izraela Poznańskiego
Pałac Izraela Poznańskiego – neobarokowy pałac fabrykancki z XIX w. znajdujący się w Łodzi. Pałac, ze względu na wielkość i dekoracje, zwany jest „łódzkim Luwrem”.

## Opis
W 1877 Izrael Poznański kupił narożną kamienicę o skromnej elewacji i budynek magazynowy (posesja u zbiegu ul. Ogrodowej i ul. Stodolnianej – dziś Zachodniej) z zamiarem wybudowania w jej miejsce obiektu reprezentacyjno-handlowego i siedziby dla swojej rodziny. Powstała największa rezydencja fabrykancka w Polsce i, jako jedna z pierwszych w Łodzi, zelektryfikowana. Jej wnętrza składają się z wielkich salonów i kameralnych pomieszczeń mieszkalnych. Na piętrze znajdowała się część prywatna rodziny, na parterze, w głównym korpusie - gabinet prezesa, kantory, spółki i biura. Boczne skrzydło mieściło w piwnicach zaplecze gospodarcze, kuchnię, a na parterze magazyny wyrobów gotowych. Poddasze przeznaczone było dla służby. Budynek oparto na planie litery L. Najokazalsza, południowa część budowli jest zwieńczona wypiętrzonymi, kopulastymi dachami i zdobiona figurami przedstawiającymi alegorie przemysłu. Przez lata pałac był rozbudowywany, a na jego architektoniczny kształt miało wpływ kilku architektów. Pierwotny projekt autorstwa Hilarego Majewskiego został rozwinięty przez Adolfa Zeligsona i Franciszka Chełmińskiego. Podczas przebudowy, w 1898 roku, dobudowano ogród zimowy nakryty szklanymi kopułami, a skrzydło południowe wydłużono w kierunku zachodnim, by na piętrze stworzyć salę balową. Od strony fabryki, dobudowano do pałacu dwa pawilony: jednopiętrową oranżerię ze szklaną kopułą i parterowy pasaż - łącznik między fabryką a pałacem. Dopełnieniem reprezentacyjnego charakteru był ogród spacerowy projektu właściciela łódzkiej firmy ogrodniczej - Leona Grabowskiego. W ogrodzie wybudowano bogato zdobioną fontannę. Ostateczny kształt budowla osiągnęła już po śmierci Izraela Poznańskiego, w 1903.
Wystrojem sali jadalnej oraz balowej zajął się, na zlecenie Leoni Poznańskiej, łódzki malarz Samuel Hirszenberg.
Późniejsze przebudowy związane były ze zmianą jego użytkowników – w okresie międzywojennym był siedzibą Urzędu Wojewódzkiego (1927–1939). W 1975 główną część budynku przejęło, utworzone wówczas, Muzeum Historii Miasta Łodzi.
W latach 70. XX w. realizowano adaptację piwnic, rekonstrukcję wnętrz oraz aranżację kawiarni muzealnej na potrzeby Muzeum Historii Miasta Łodzi  wg projektu Stanisława Cuchry-Cukrowskiego.
W 2015 pałac został uznany pomnikiem historii. W 2017 rozpoczęły się prace remontowe fasady pałacu w ramach wieloletniej rewitalizacji obiektu, m.in. odnowiono także ogród pałacowy. Remont Pałacu zakończył się w 2020.

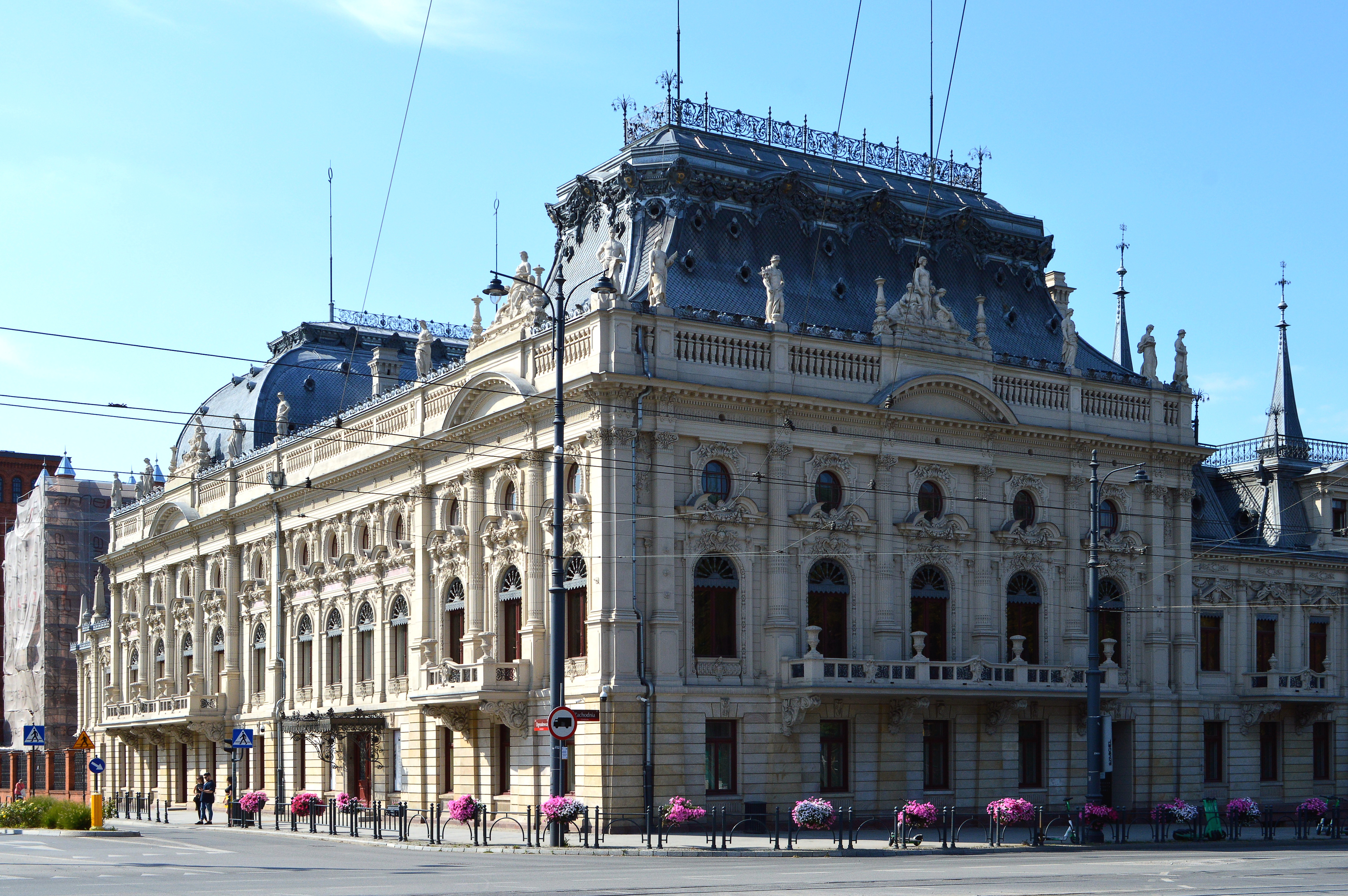
Pałac Izraela Poznańskiego w dzień (2023)
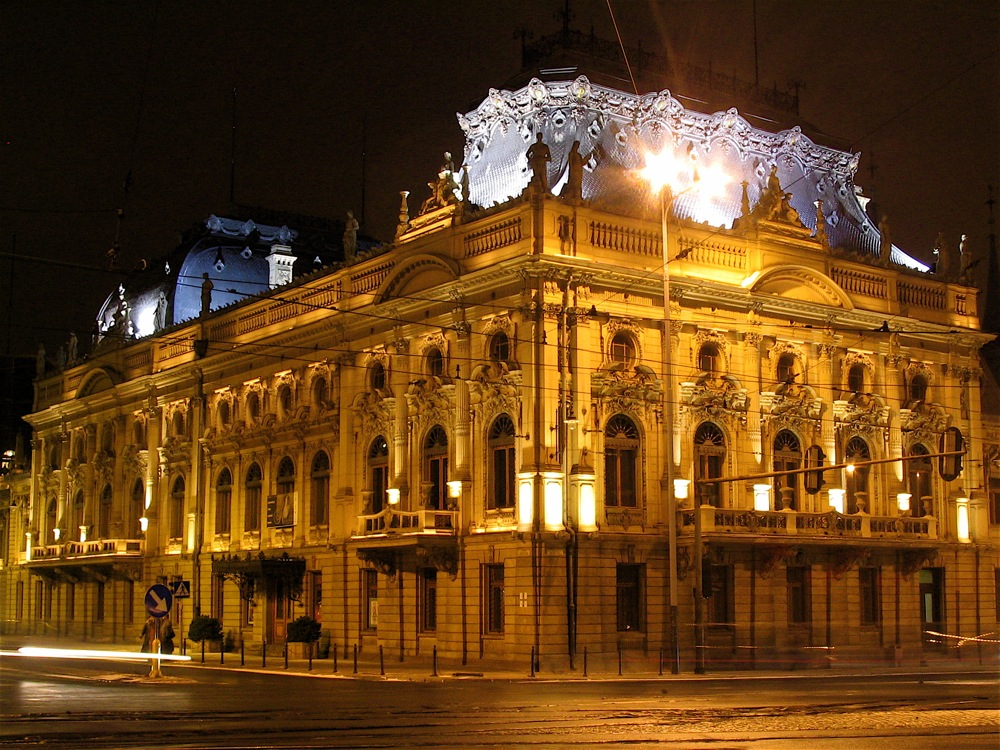
Pałac Izraela Poznańskiego nocą (2005)
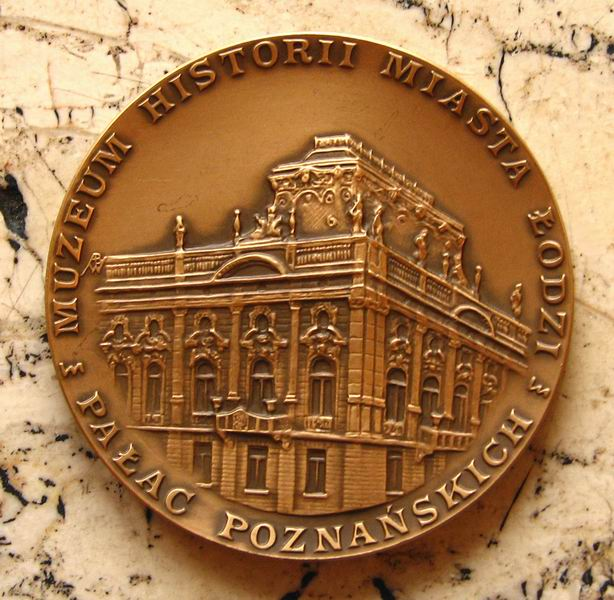
Medal Muzeum Historii Miasta Łodzi – Pałac Poznańskich